# Xystrocera granulithorax
Xystrocera granulithorax es una especie de escarabajo longicornio del género Xystrocera, categorizada en la tribu Xystrocerini, de la subfamilia Cerambycinae. Fue descrita por Breuning en 1964.

## Descripción
Mide 19-22 mm de longitud.

## Distribución
Se distribuye por República Democrática del Congo.